# 表層地盤増幅率
表層地盤増幅率（ひょうそうじばんぞうふくりつ）とは、地表面近くに堆積した地層（表層地盤）の地震時の揺れの大きさを数値化したもので、地震に対する地盤の弱さを示す。いわば地震の力を割り増しする係数であり、数値が大きいほど地盤は弱く揺れは大きくなる。一般に「1.5」を超えれば要注意で、「2.0」以上の場合は強い揺れへの備えが必要であるとされる。防災科学技術研究所の分析では、1.6以上で地盤が弱いことを示すとしている。

## 概要
地震の際の地盤の揺れの大きさは、震源の特性、地震波の伝播の特性とともに、土地の表層近くの浅い部分（表層地盤）の性質や堆積層厚とも関係している。つまり、地震波は地下深部の岩盤から、地表近くの比較的固い地層を伝って、さらに浅い表層地層を伝播し地表面に達するが、この際の表層地盤によって振動振幅が大きく増幅されるからである。そこで、この表層地盤の増幅の度合いを数値化したものが表層地盤増幅率であり、地盤増幅率が大きいほど相対的に揺れ易いことになる。
日本の全国各地の表層地盤増幅率については、政府の地震調査研究推進本部が約250m四方単位に細分化した数値を公表しており、独立行政法人防災科学技術研究所が運営する「地震ハザードステーション」のウェブサイトから確認できる。

## 計算方法
ボーリングによって得られる地盤情報から地層ごとの各種物理定数を推定し計算したり、平均的な地盤のS波速度から計算するのが一般的であるが、微地形区分から統計分析に基づいた方法で評価することもできる。「地震ハザードステーション」のデータは、微地形区分から算出された表層地盤の層厚30mの平均S波速度（AVS30）を用いたものであり、工学的基盤（Vs=400m/s）から地表に至る最大速度の増幅率を示したものである。2009年版から算出方法が変わり、増幅率の幅が広がっている。

## 主な地域の地震増幅率
2010年の国勢調査に基づいた防災科学技術研究所の分析によれば、「特に揺れやすい」増幅率2.0以上の地域には約2200万人、1.6以上 2.0未満の「揺れやすい」の地域には約1700万人が居住しており、1.4以上 1.6未満の「場所によっては揺れやすい」地域にも約2200万人が居住している。増幅率1.6以上の軟弱地盤は全国土面積の6%を占めるに過ぎないが、関東、大阪、濃尾、福岡など人口密度の高い平野部に集中しており、大都市部の過密地域では住民の半数以上が軟弱な地盤で生活している。
「地震ハザードステーション」のデータに基づく、日本全国の主要地域の表層地盤増幅率は次の通りである。

### 山手線内主要駅
首都直下地震が懸念される首都圏について、とりわけ人口の集中している東京都心部の山手線内側主要駅（二線以上の接続駅）に限定し、2008年版データから、数値の高い駅と低い駅を見ると表のようになる。増幅率の低い（地盤の強い）駅は、西側の山の手に位置しているのに対して、増幅率の高い（地盤の弱い）駅は、東側の旧下町や湾岸エリアに位置していることがわかる。
| 増幅率の低い（地盤の強い）駅 | 増幅率の低い（地盤の強い）駅 | 増幅率の低い（地盤の強い）駅 | 増幅率の高い（地盤の弱い）駅 | 増幅率の高い（地盤の弱い）駅 | 増幅率の高い（地盤の弱い）駅 |
| 順位                         | 駅名                         | 増幅率                       | 順位                         | 駅名                         | 増幅率                       |
| ---------------------------- | ---------------------------- | ---------------------------- | ---------------------------- | ---------------------------- | ---------------------------- |
| 1位                          | 東新宿駅（新宿区）           | 1.31                         | 1位                          | 秋葉原駅（千代田区）         | 1.85                         |
| 1位                          | 代々木駅 （渋谷区）          | 1.31                         | 1位                          | 水道橋駅（千代田区）         | 1.85                         |
| 3位                          | 池袋駅（豊島区）             | 1.32                         | 3位                          | 浜松町駅 （港区）            | 1.74                         |
| 4位                          | 新宿駅 （新宿区）            | 1.33                         | 3位                          | 東京駅（千代田区）           | 1.74                         |
| 5位                          | 四ツ谷駅 （新宿区）          | 1.34                         | 5位                          | 神田駅（千代田区）           | 1.69                         |

増幅率の幅が広がった2010年版データでも同様に、増幅率の低い駅は、新宿駅(1.46)、四ツ谷駅(1.47)、東新宿駅(1.48)など山の手に位置しているのに対して（ただし池袋駅は1.64）、増幅率の高い駅は、秋葉原駅(2.39)、浜松町駅(2.27)、水道橋駅(2.15)など旧下町や湾岸エリアに位置している。

### 東京都内全域
対象を東京都内全域に広げ、2010年版データから区役所、市役所の所在地の数値をみると、「強い揺れへの備えが必要であるとされる」2.0を超えているのは、江戸川区(2.41)、葛飾区(2.39)、荒川区(2.38)、江東区(2.30)、中央区(2.28)、港区(2.27)、千代田区(2.15)、足立区(2.06)となっており、やはり下町と湾岸エリアの増幅率が高い。
地質学的にみると、山の手は標高の高い洪積台地（山の手台地、武蔵野台地）であるのに対して、下町は海に近く標高の低い沖積低地であり、実際、1923年の関東大震災の際には、都心部の下町エリアの被害が大きく人口が激減し、復興とともに地盤の強い山の手の人口が急増し、新宿や渋谷など被害の小さかった山の手のターミナル駅周辺が新たに繁華街として発展することになった。

### 首都圏
東京圏（南関東）の各県の県庁所在地の数値を確認すると、千葉市（千葉県）が2.23、横浜市（神奈川県）が2.19、さいたま市（埼玉県）が1.63となっており、東京都心部の山の手エリアよりも高い。他方で、北関東では、水戸市が1.86、宇都宮市が1.30、前橋市が1.19となっており、全般的に南関東よりも低い値を示している。